# Sielsowiet Stryhin
Sielsowiet Stryhin (biał. Стрыгінскі сельсавет, Stryhinski sielsawiet; ros. Стригинский сельсовет) – sielsowiet na Białorusi, w obwodzie brzeskim, w rejonie bereskim, z siedzibą w Stryhiniu.

## Demografia
Według spisu z 2009 sielsowiet Stryhin zamieszkiwało 1416 osób, w tym 1371 Białorusinów (96,82%), 29 Rosjan (2,05%), 15 Ukraińców (1,06%) i 1 Tatar (0,07%).

## Geografia i transport
Sielsowiet położony jest w środkowej i południowej części rejonu bereskiego. Przepływa przez niego Jasiołda. Na jego terytorium częściowo znajdują się Jezioro Białe i Sporowski Rezerwat Biologiczny.
Skrajem sielsowietu przebiega droga magistralna M1.

## Miejscowości
- agromiasteczko:
  - Stryhin
- wsie:
  - Hołowieckie
  - Mostyki
  - Nowe
  - Peresudowicze
  - Puzie
  - Sowin
  - Wysokie